# Orašje (Jegunovce)
Orašje (makedonsky: Орашје, albánsky: Orashë) je vesnice v Severní Makedonii. Nachází se v opštině Jegunovce v Položském regionu.

## Geografie
Vesnice se nachází v nejzazší severovýchodní části oblasti Položská kotlina a její katastr zasahuje až ke Skopské kotlině. Obec je kopcovitá a leží v nadmořské výšce 620 metrů. Od města Tetovo je vzdálená 27 km.
V blízkosti obce se nachází silnice spojující Tetovo a vesnici Jažince na makedonsko-kosovské hranici.
Sousedními vesnicemi jsou na jihozápadě Nerašte, na severozápadě Vratnica a na severu Staro Selo.

#### Dolno Orašje
Dolno Orašje se nacházelo čtyři kilometry jihovýchodně od hlavní vesnice Orašje, v bezprostřední blízkosti řeky Vardar. Kolem ní se nacházejí pozůstatky osady zvané Gradište.
Katastr vesnice činí 9,4 km2, převažují pastviny o výměře 365 ha, lesy tvoří 323 ha a orná půda 144 ha.

## Historie
Orašje je velmi stará vesnice, která byla původně osídlena pravoslavnými Makedonci. Ti sem přišli právě ze starého hradiště Dolno Orašje. Původní obyvatelstvo ale emigrovala a jediný makedonský klan, který ve vesnici zůstal, byl islamizován. Od konce 18. století stále přibývalo migrujících albánských muslimských obyvatel.
V osmanských daňových listinách z let 1626/27 je zde uváděno 5 domácností.
Podle záznamů Vasila Kančova z roku 1900 žilo ve vesnici 195 obyvatel albánské národnosti.

#### Dolno Orašje
Dolno Orašje bylo znovo osídleno v roce 1915 albánským klanem Kuljaš. Po vypálení jejich domů v Orašje se přesunuli do Dolno Orašje poblíž svého pole. Na těchto polích vystavěli domy a vykácením lesa vytvořili ornou půdu. Klan Kuljaš, zvaní také Ametovci, jsou potomky původního islamizovaného makedonského klanu, který se vmísil mezi příchozí albánské obyvatelstvo.

## Demografie
Podle sčítání lidu z roku 2021 žije ve vesnici 625 obyvatel. Etnické skupiny jsou:
- Albánci – 569
- ostatní – 56

| Rok          | 1900 | 1948 | 1953 | 1961 | 1971 | 1981 | 1994 | 2002 | 2021 |
| ------------ | ---- | ---- | ---- | ---- | ---- | ---- | ---- | ---- | ---- |
| Obyvatelstvo | 195  | 535  | 569  | 645  | 802  | 939  | 929  | 1084 | 625  |